# Gran Malecón
El Gran Malecón es un espacio público abierto multipropósito de Barranquilla, adyacente a la margen occidental del río Magdalena. Su área es de 0,158 km² (15,8 ha) y se extiende linealmente 5 km desde el centro de eventos Puerta de Oro hasta la isla de la Loma. Su primera etapa fue el paseo peatonal a la altura del centro de eventos, inaugurada el 17 de julio de 2017. Dividido en cinco unidades funcionales, ofrece parques infantiles, parque de mascotas, restaurantes, zonas verdes, senderos peatonales, ciclovías, anfiteatro, el centro de convenciones Pabellón de Cristal, el mercado gastronómico Caimán del Río, entre otros componentes arquitectónicos, urbanísticos y recreativos. Se encuentra adyacente a la avenida del Río y paralelo a la Vía 40. Es el sitio turístico más visitado de Barranquilla. En 2023, el Gran Malecón fue certificado como destino turístico sostenible.

## Unidades funcionales

### Unidad funcional 1

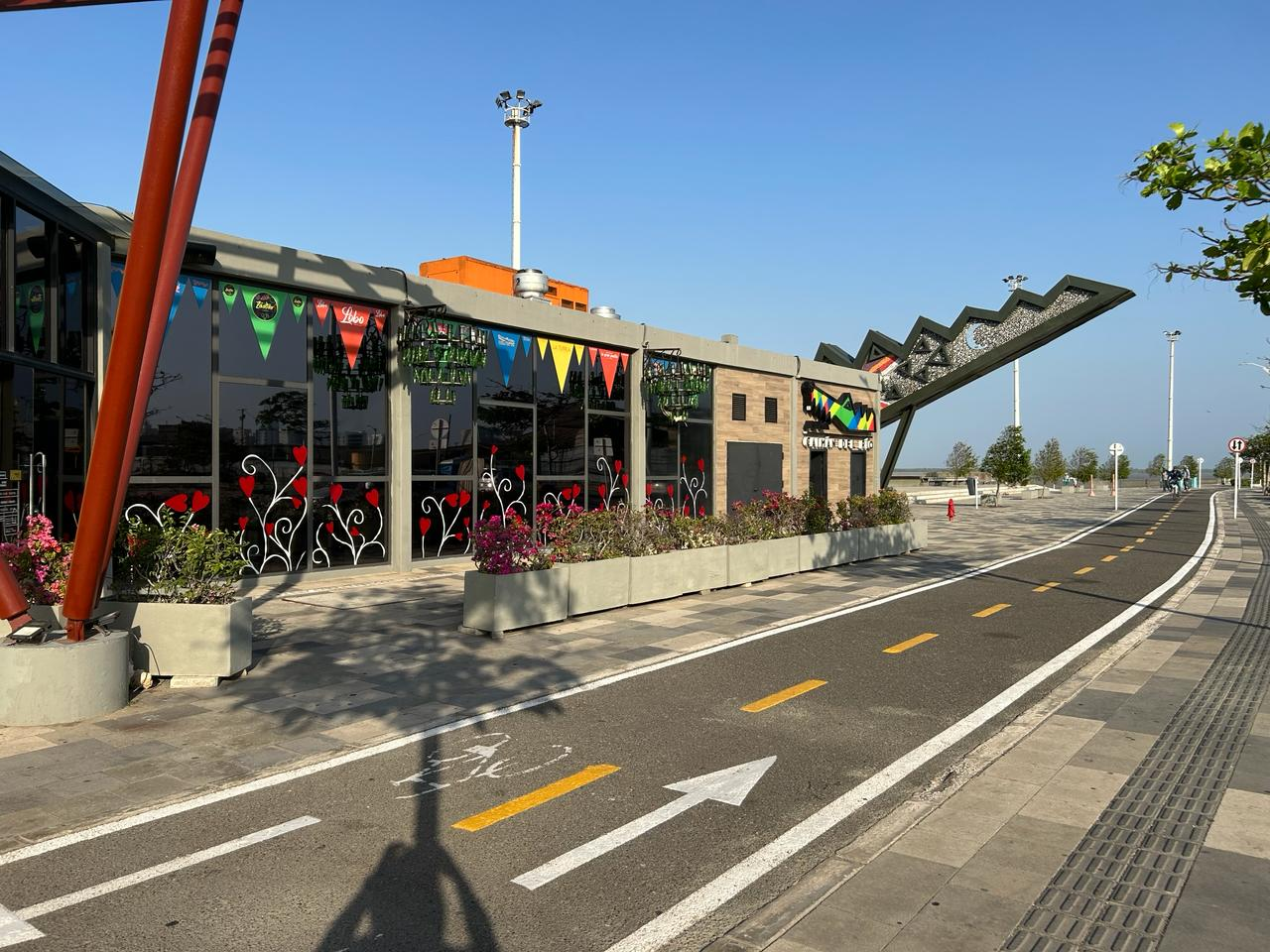
Caimán del Río

Empieza en el barrio Siape adyacente al Centro de Eventos Puerta de Oro y llega hasta la calle 78. Tiene aproximadamente 5000 m² de zonas verdes, 3500 m² de parques y zonas peatonales, andenes, kioscos comerciales, ciclorruta y más de 300 árboles tropicales o de especies nativas. Tiene un muelle donde se abordan las embarcaciones La Mita y Karakalí, que forma parte del sistema Riobús. En esta zona se ubica el centro gastronómico Caimán del Río, el cual contiene 27 restaurantes con variada gastronomía. Su costo estimado fue de 45.700 millones de pesos.

### Unidad funcional 2

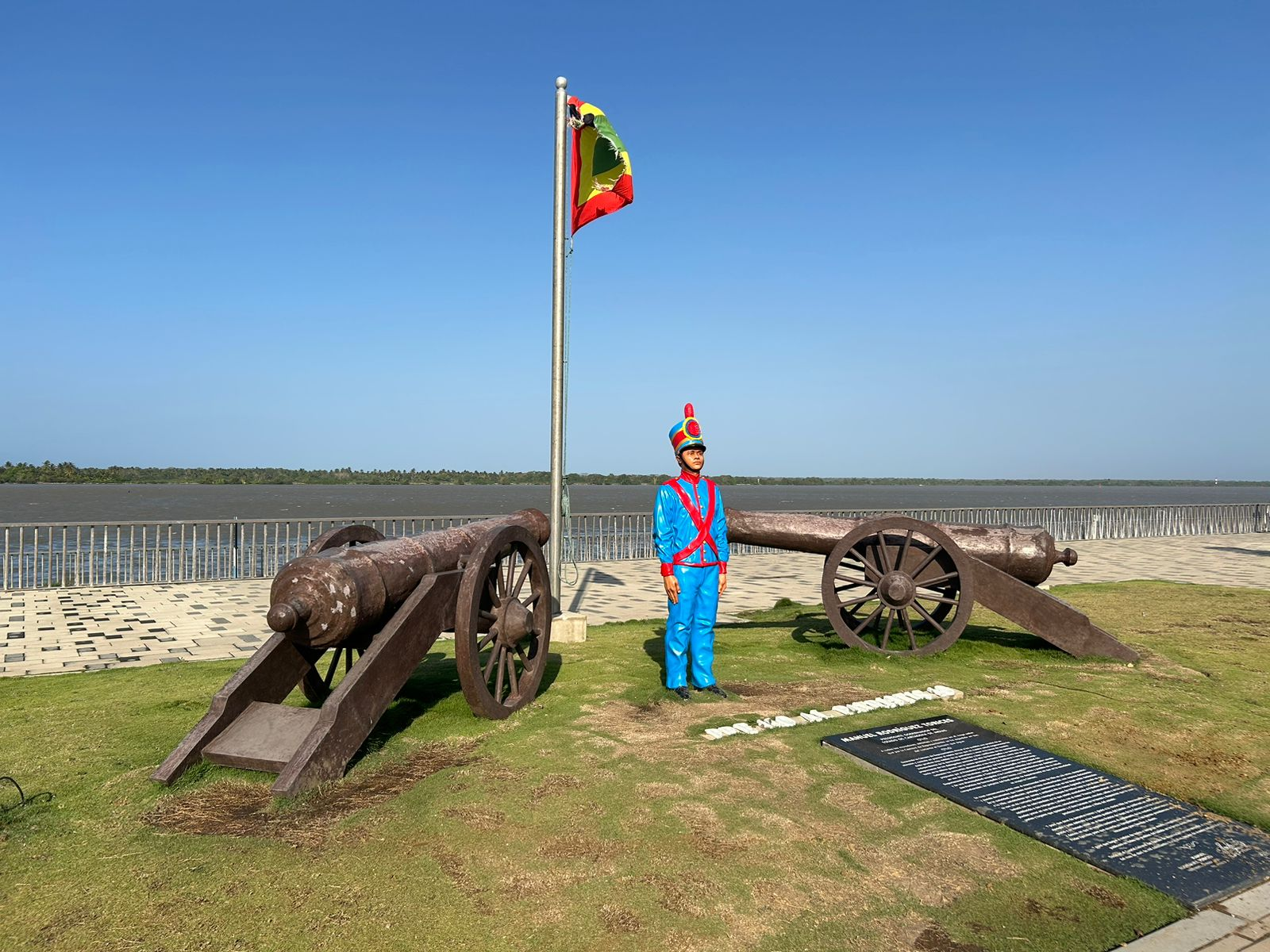
Representación del escudo de Barranquilla

La segunda unidad empieza en la calle 78 (en la finalización de la unidad funcional 1) y llega hasta la calle 72 y su empalme con la Vía 40. El área es de aproximadamente 9000 m² de zonas verdes, andenes, ciclorrutas, mobiliario urbano, cafetería, parque con juegos infantiles y 2000 árboles tropicales. También se ubica en ella una representación tridimensional del escudo de Barranquilla, la zona gastronómica Manglares del Río, la plaza de los Marinos y el Centro de Eventos Pabellón de Cristal. En esta unidad también se ubica la zona gastronómica La Madriguera. En esta etapa se invirtieron 110 mil millones de pesos. En noviembre de 2024, en el sector Recreodeportivo a la altura de la calle 72 se inauguró El Mundo de Rinrín Renacuajo, conjunto escultórico de nueve figuras que recrea la fábula El renacuajo paseador del escritor Rafael Pombo, con el fin de fomentar la lectura y el acercamiento a la literatura infantil. En 2025 se eliminó la plaza de las Luces para ubicar en su sitio la estatua de Sofía Vergara de 7,5 m de alto e inaugurada el 10 de julio.

### Unidad funcional 3
Denominada "Sector Nativo", fue puesta al servicio en mayo de 2024, consta de unos 20.000 m² y se encuentra ubicada entre las canchas de fútbol, vóley playa, la zona gastronómica y la estatua de Shakira. Se caracteriza por su énfasis en áreas verdes y espacios naturales. Posee un parque infantil y tres centros de gimnasios biosaludables equipados con máquinas para ejercicios. Este sector está integrado por la zona gastronómica "A Bocas del Río", la cual está compuesta por 10 restaurantes. Cuenta con zonas verdes, espacios comerciales, ciclovías y senderos para hacer deporte. Abarca más de 30.000 m², comienza en la calle 72 y termina en el caño de la Tablaza. Al lado de la estatua de Shakira se construye desde marzo de 2025 un skatepark de 2.400 m² diseñado para la práctica de skateboarding, BMX y otras disciplinas.

### Unidad funcional 4
El Sector Cultural, ubicado en la unidad funcional 4, está ubicado en la isla Loma 3. Se conecta a la isla de la Loma y a la unidad funcional 3 mediante dos puentes móviles que permiten el acceso fluvial a los caños.

### Unidad funcional 5
La quinta unidad unificará al Gran Malecón con el sector de La Loma y el resto de la avenida del Río. Esta unidad tiene como atractivo turístico la Ventana de Campeones (también llamada Aleta de Tiburón, monumento en honor al equipo Junior, construido por la empresa Tecnoglass), y Jardín del Río, espacio ecológico que cuenta con zona para estacionamiento de embarcaciones turísticas, zona gastronómica y el puente batiente que permite el paso de remolcadores de la Naviera Fluvial Colombiana y embarcaciones del Club de Pesca.

## Sectores

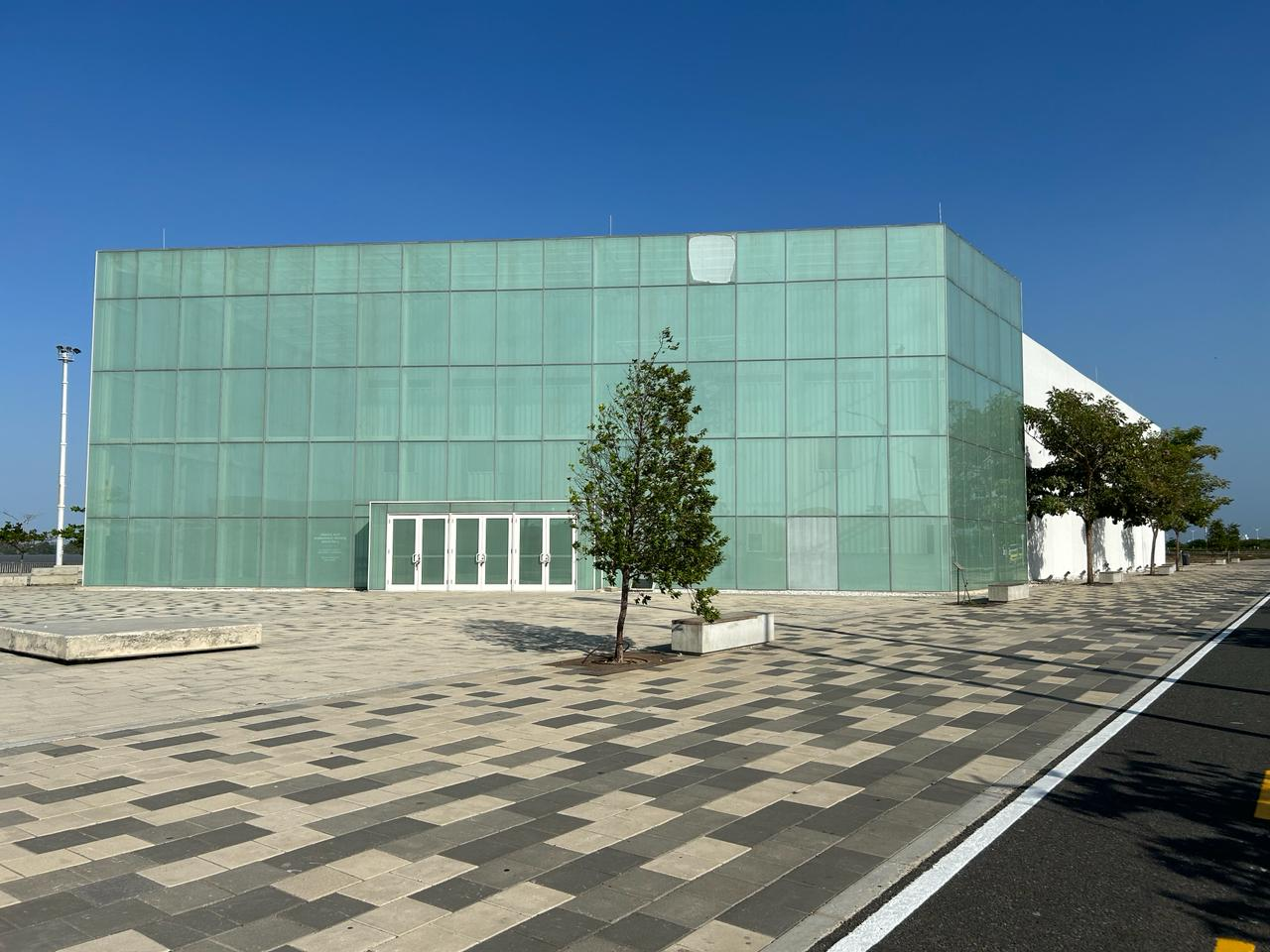
Pabellón de Cristal

- Sector Puerta de Oro. Cuenta con 300 m lineales de longitud y 13.155 m². Cuenta con zona de food trucks, parque infantil, bares, anfiteatro y muelle para paseos por el río a bordo de la embarcación La Mita. También se ubica la estación inicial del servicio de transporte público fluvial Riobús Karakalí. Además, tiene conexión con el Centro de Eventos Puerta de Oro y el proyecto residencial Vive Río. Forma parte de la Unidad Funcional 1.[21]
- Sector Gastronómico. Tiene 508 m lineales de longitud y 21.152 m². Cuenta con monoculares para el avistamiento de aves, contenedores, zona de estacionamiento para bicicletas, el centro gastronómico Caimán del Río (inaugurado el 23 de octubre de 2019), ciclorrutas y zona informativa. Forma parte de la Unidad Funcional 1.[21]
- Sector Recreodeportivo. Posee 1,5 km de longitud desde la calle 78 hasta a la calle 72. Abarca más de 100.000 m² y está equipado con canchas deportivas, parques interactivos y zonas verdes. Fue abierto al público en noviembre de 2019 con más de 14 componentes como jardineras, jardín nativo, zona de BBQ, canchas deportivas, parques infantiles, parque de agua, parque de mascotas, plaza de los Marinos, la zona gastronómica Manglares del Río que está integrada por 8 restaurantes, terrazas verdes con desniveles para dar la impresión de cercanía con el río, la representación tridimensional del escudo de Barranquilla y el centro de eventos Pabellón de Cristal, el cual tiene un área de 2.000 m². En este sector también se ubica el área gastronómica La Madriguera, la cual cuenta con 3 locales. Forma parte de la Unidad Funcional 2.[21]
- Sector Nativo. Se extiende desde la calle 72 hasta el caño de la Tablaza, tiene una longitud de 1 km aproximadamente, y más de 30.000 m². Cuenta con zona de food trucks, dos canchas de vóley playa y una cancha de fútbol playa. Su concepto está inspirado en la desembocadura del río Magdalena en el mar Caribe. El área gastronómica llamada A Bocas del Río, está compuesta por 10 restaurantes. En este sector también se encuentra la estatua de Shakira (inaugurada el 26 de diciembre de 2023), tiene el parque infantil más grande del Gran Malecón y tres gimnasios biosaludables al aire libre. Fue inaugurado en febrero de 2024.[22] Forma parte de la Unidad Funcional 3.
- Sector Cultural. Este sector estará enfocado en la cultura, tanto del carnaval, como de la cultura internacional que ha recibido la ciudad a lo largo de su historia. Entre las potenciales atracciones se han planteado una noria y un escenario para presentaciones culturales. Forma parte de la Unidad Funcional 4.
- Sector La Loma. Este sector se integra con el Gran Malecón mediante el puente batiente. Tiene como atractivo turístico la estructura Ventana de Campeones (conocida como Aleta del Tiburón). Cuenta con el espacio natural Jardín del Río, un área para embarcaciones turísticas y un área gastronómica conformada por 4 restaurantes. Forma parte de la Unidad Funcional 5.

## Monumentos

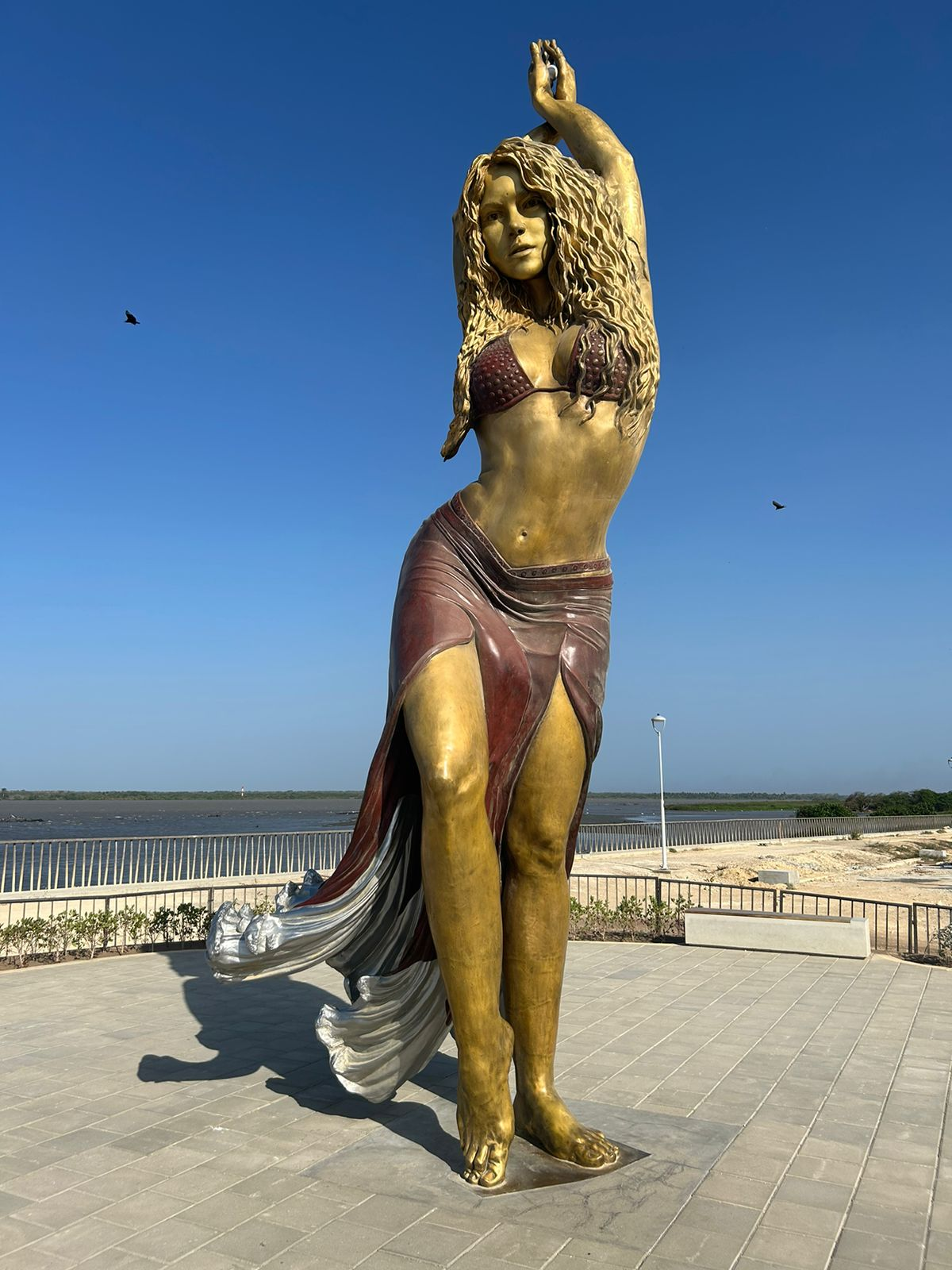
Estatua de Shakira

- Estatua de Shakira. Inaugurada el 26 de diciembre de 2023.[23]
- Representación del escudo de Barranquilla. Inaugurada en diciembre de 2023.[24]
- Anclas del Buque ARC “Buenaventura”, monumento a los navegantes en la plaza de los Marinos. Inaugurada en 2019.[25]
- Estatua de Sofia Vergara. Inaugurada el 10 de julio de 2025.[26]

## Eventos
En los distintos espacios del Gran Malecón se desarrollan eventos al aire libre como carreras atléticas, presentaciones folclóricas, muestras del carnaval, ferias empresariales, desfiles, entre otros.

## Galería

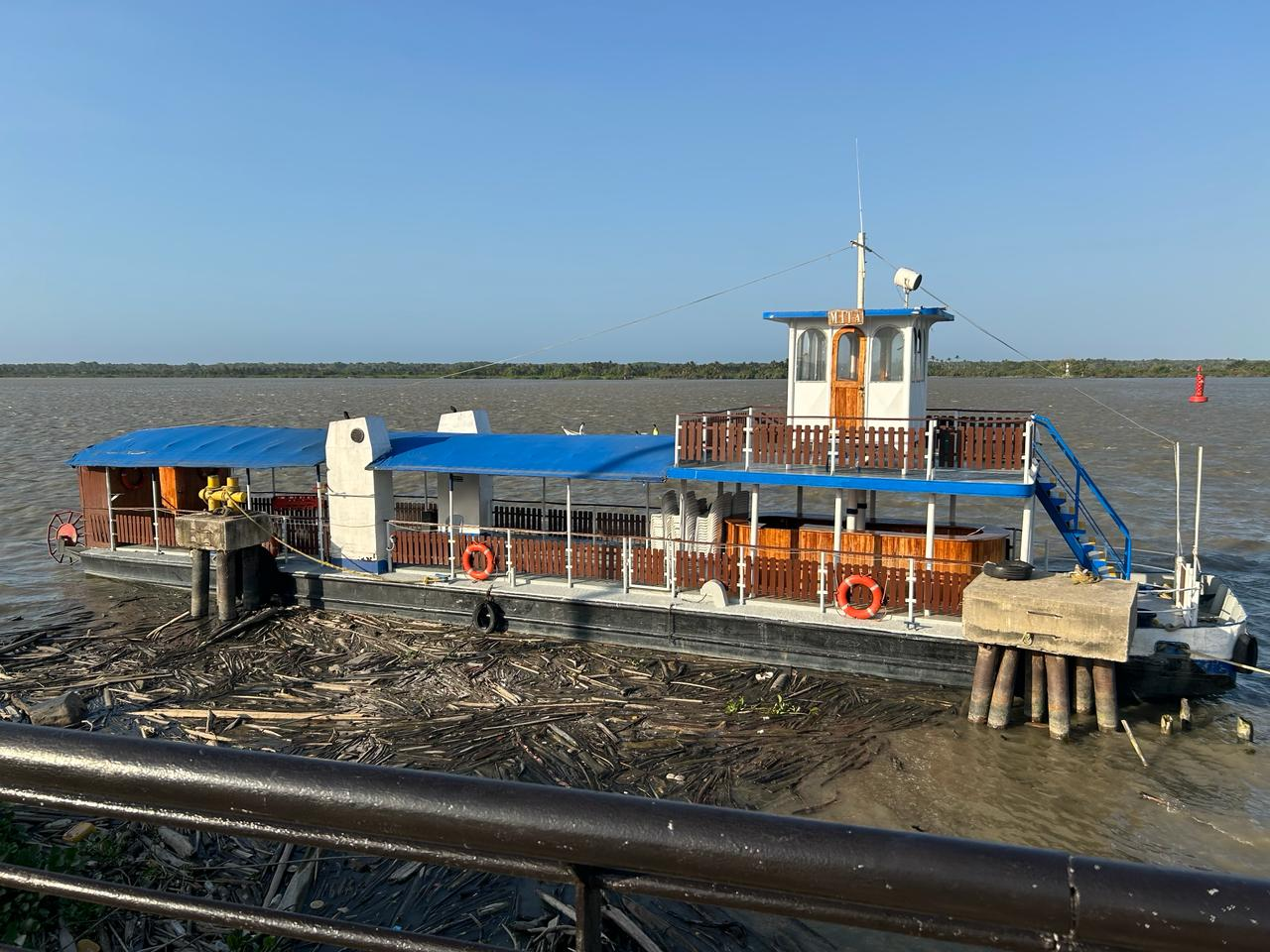
Embarcación La Mita
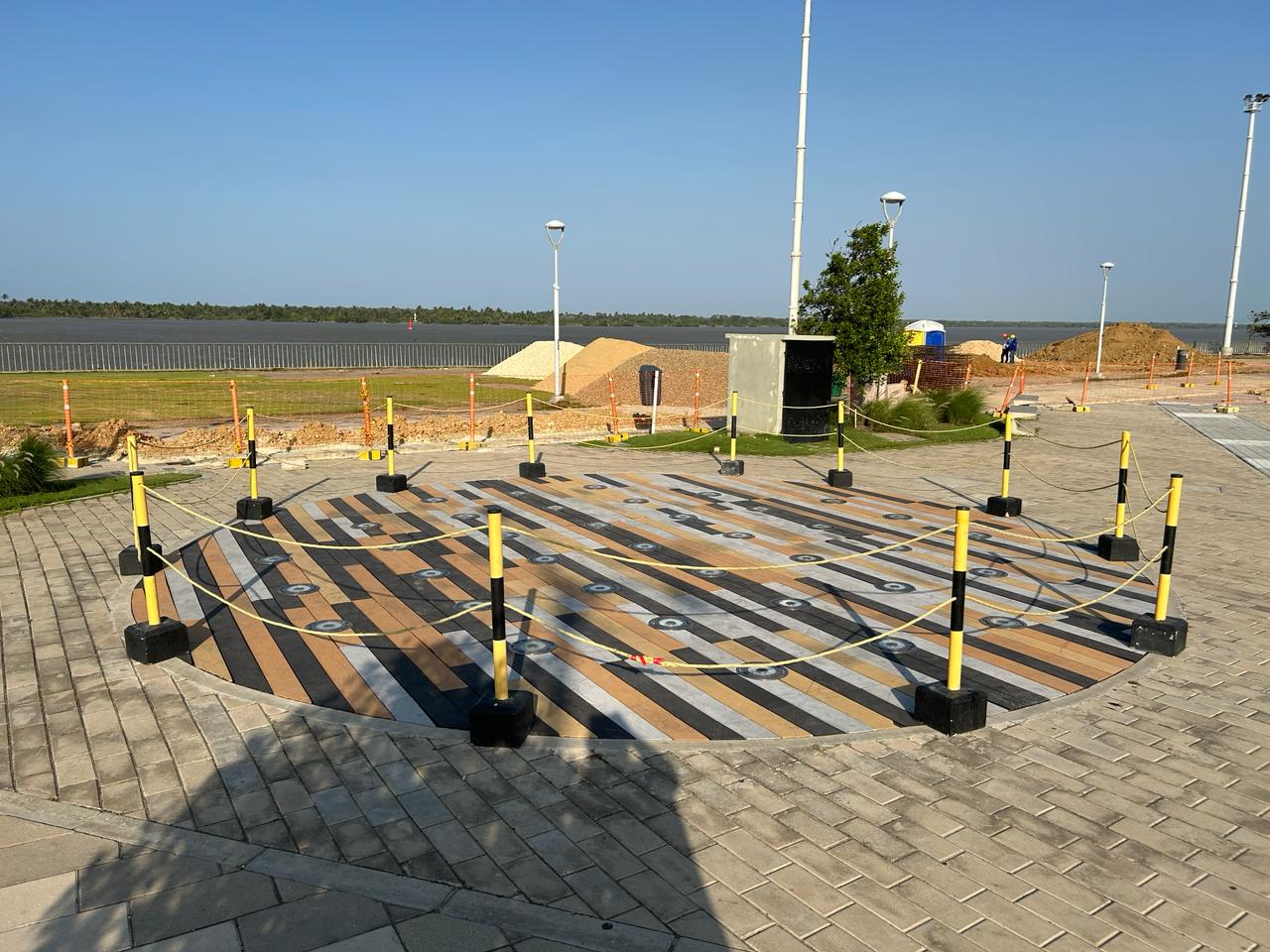
Parque de Agua
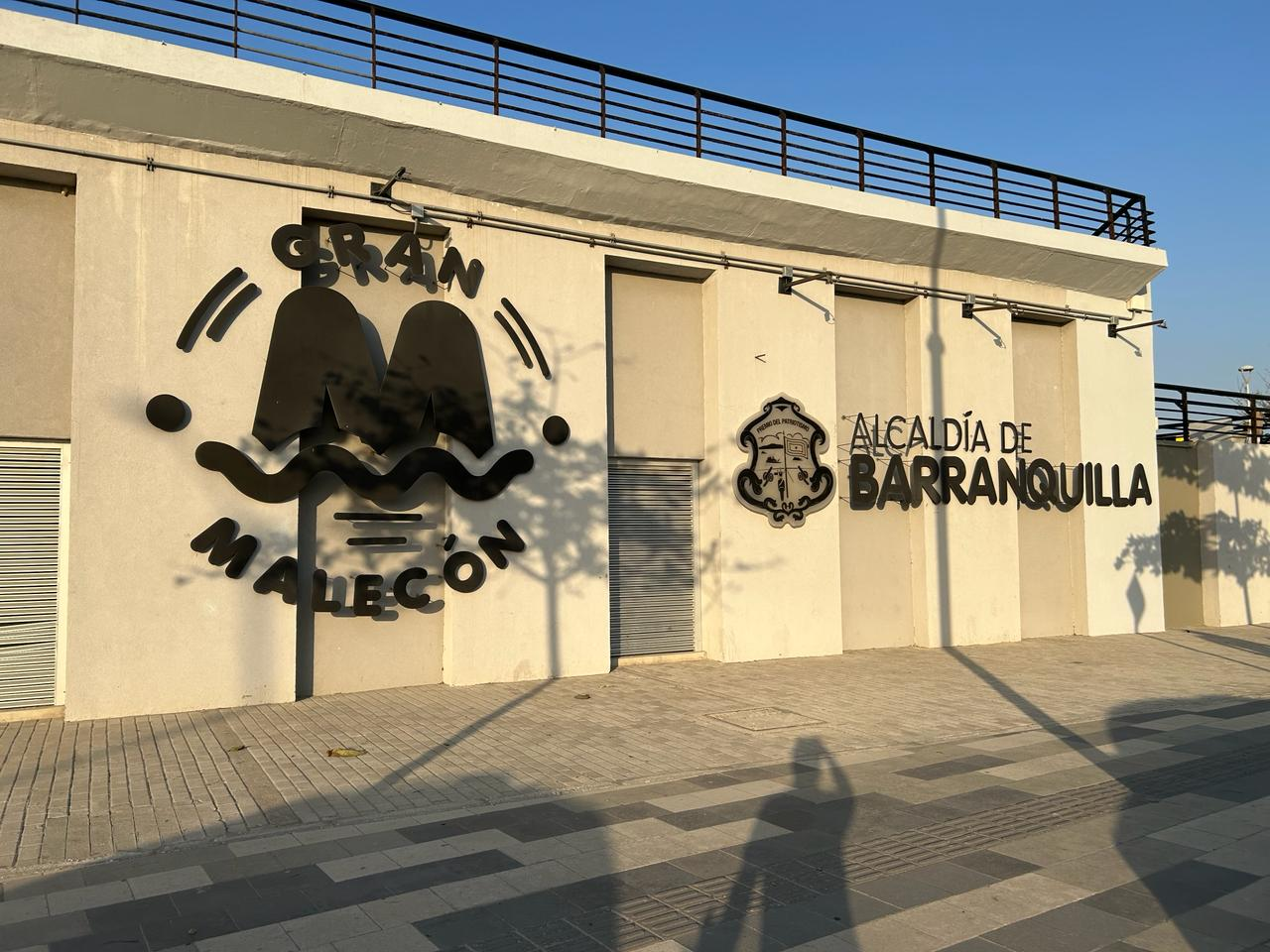
Entrada principal
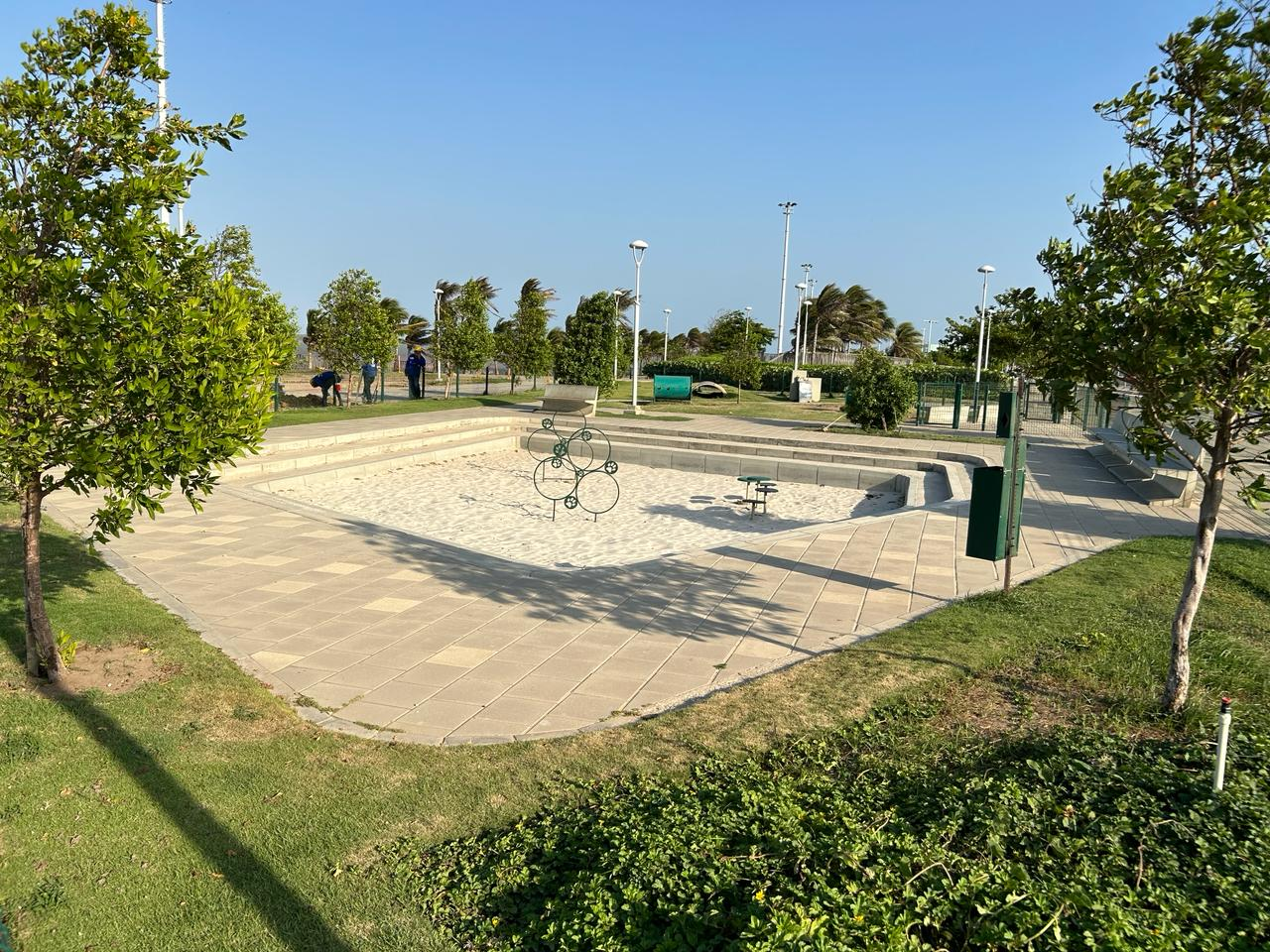
Parque de mascotas
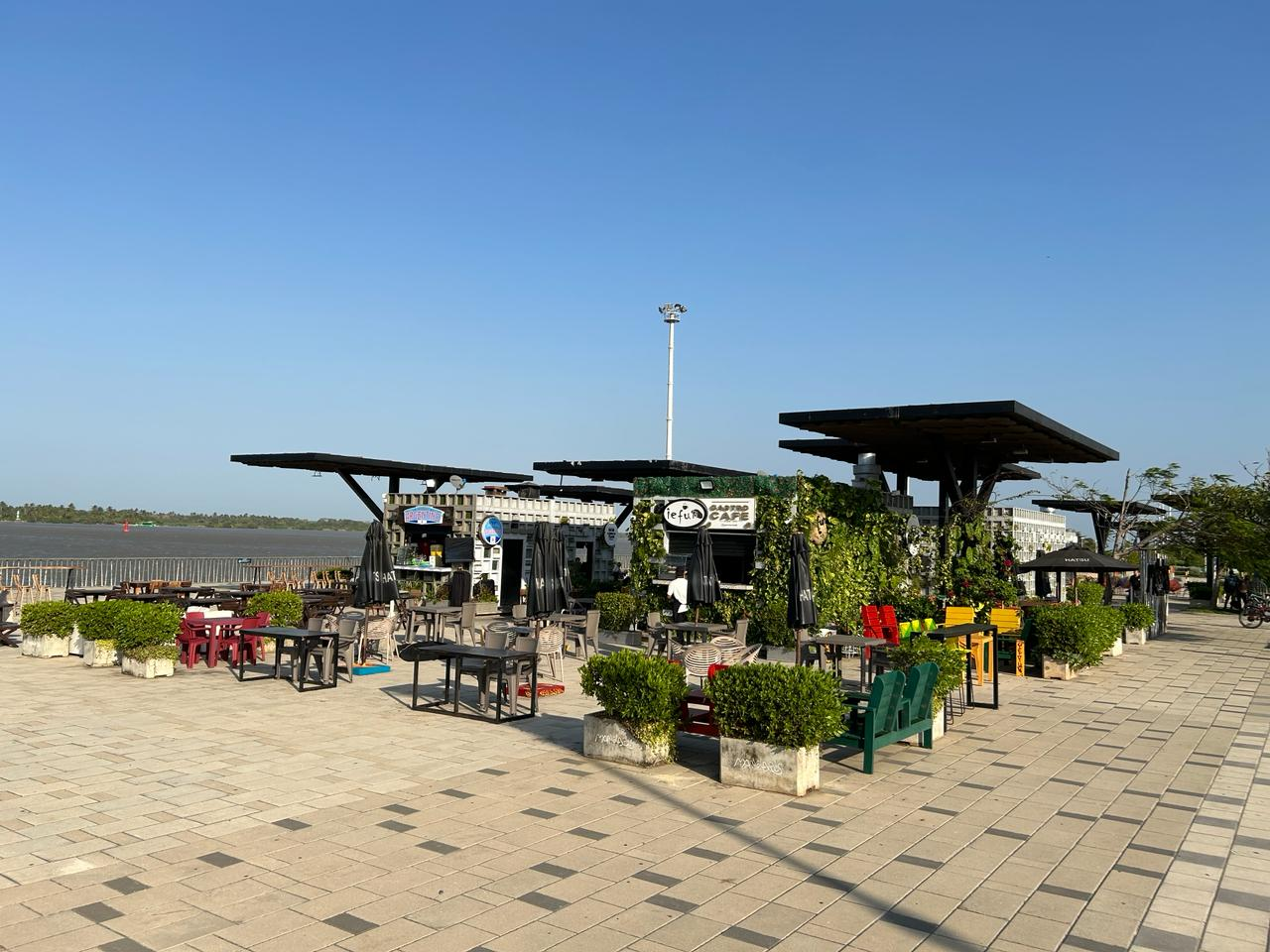
Zona gastronómica Manglares del Río
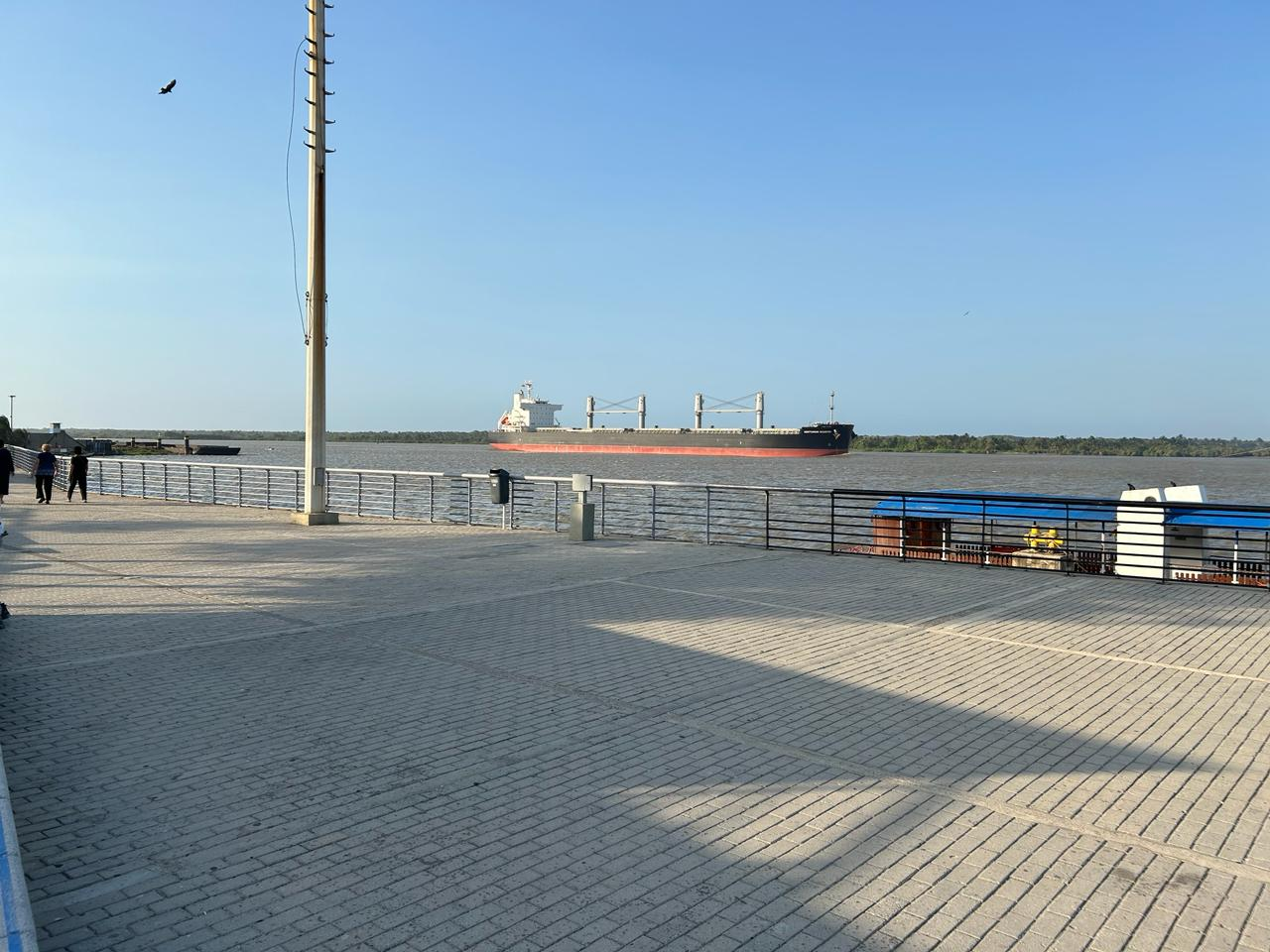
Buque navegando el río Magdalena
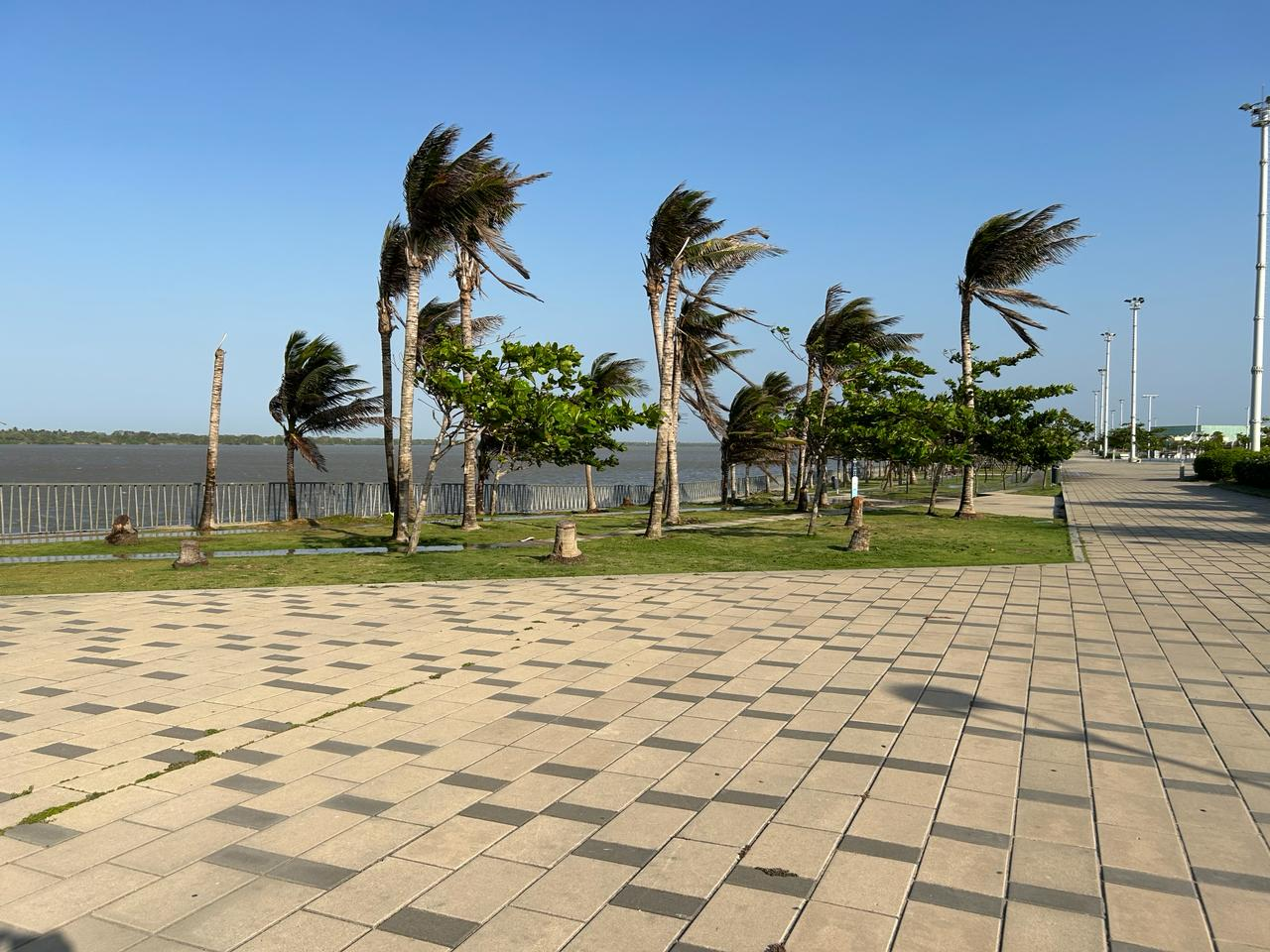
Aspecto del Gran Malecón
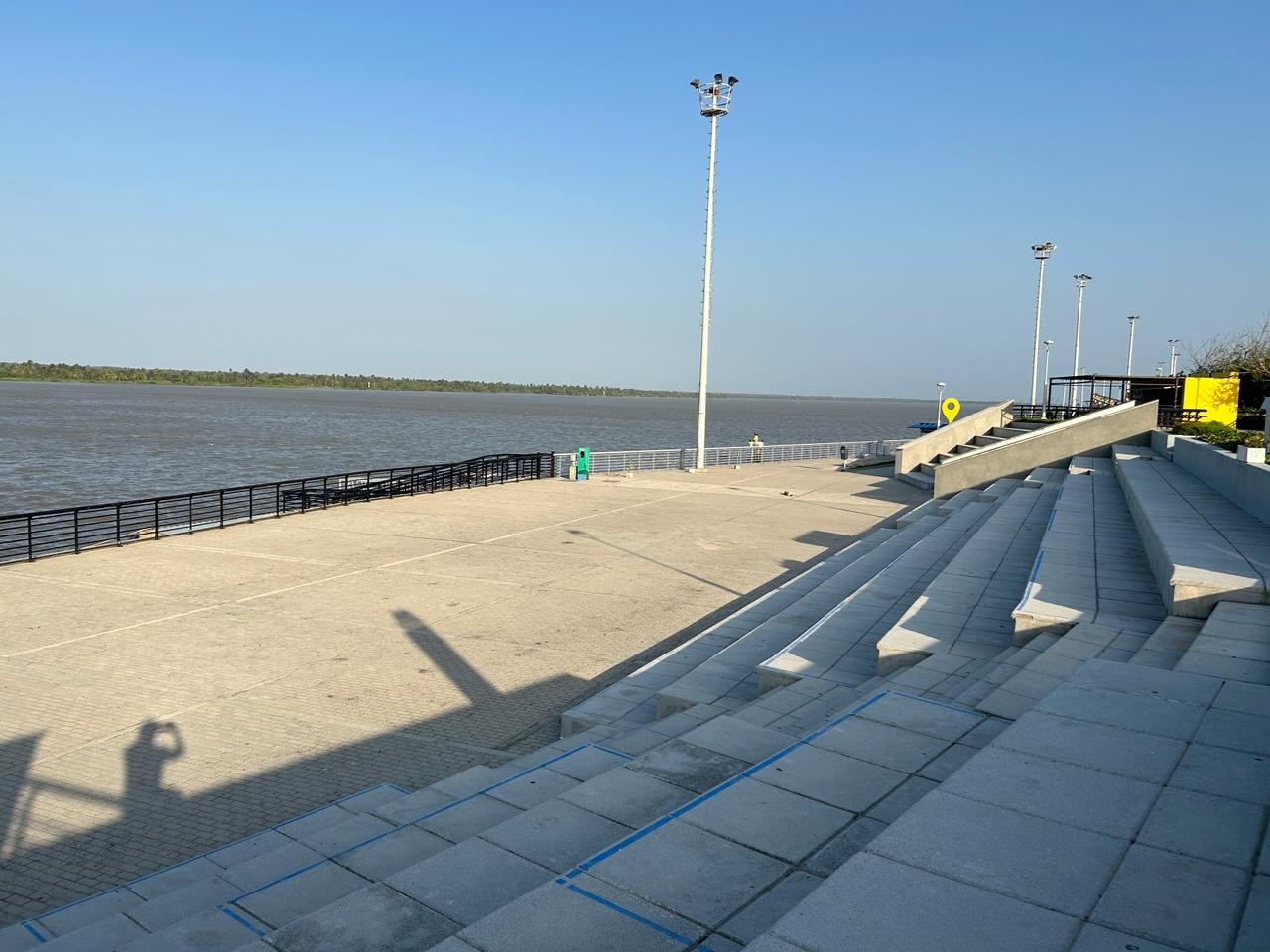
Anfiteatro
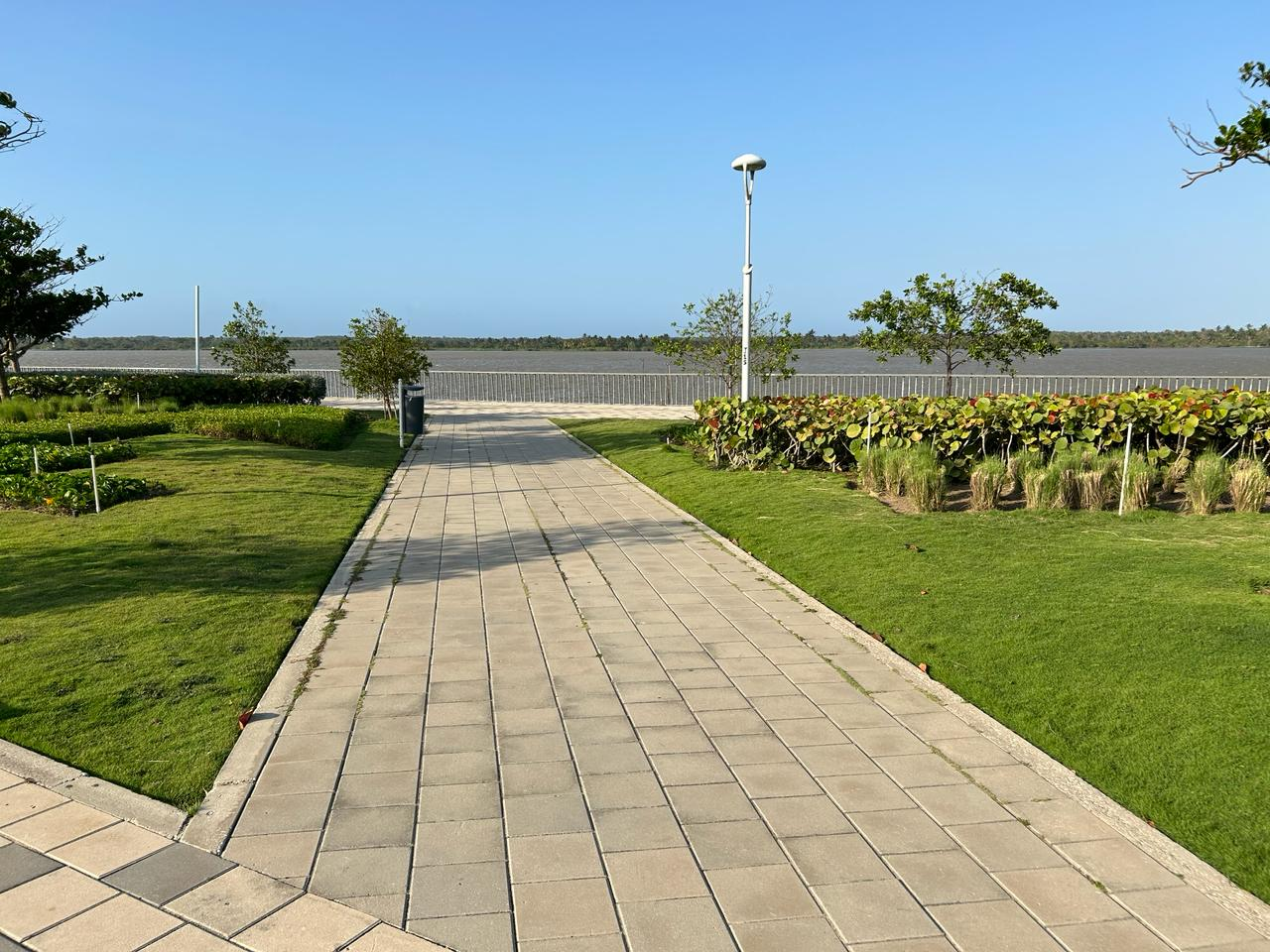
Aspecto del Gran Malecón
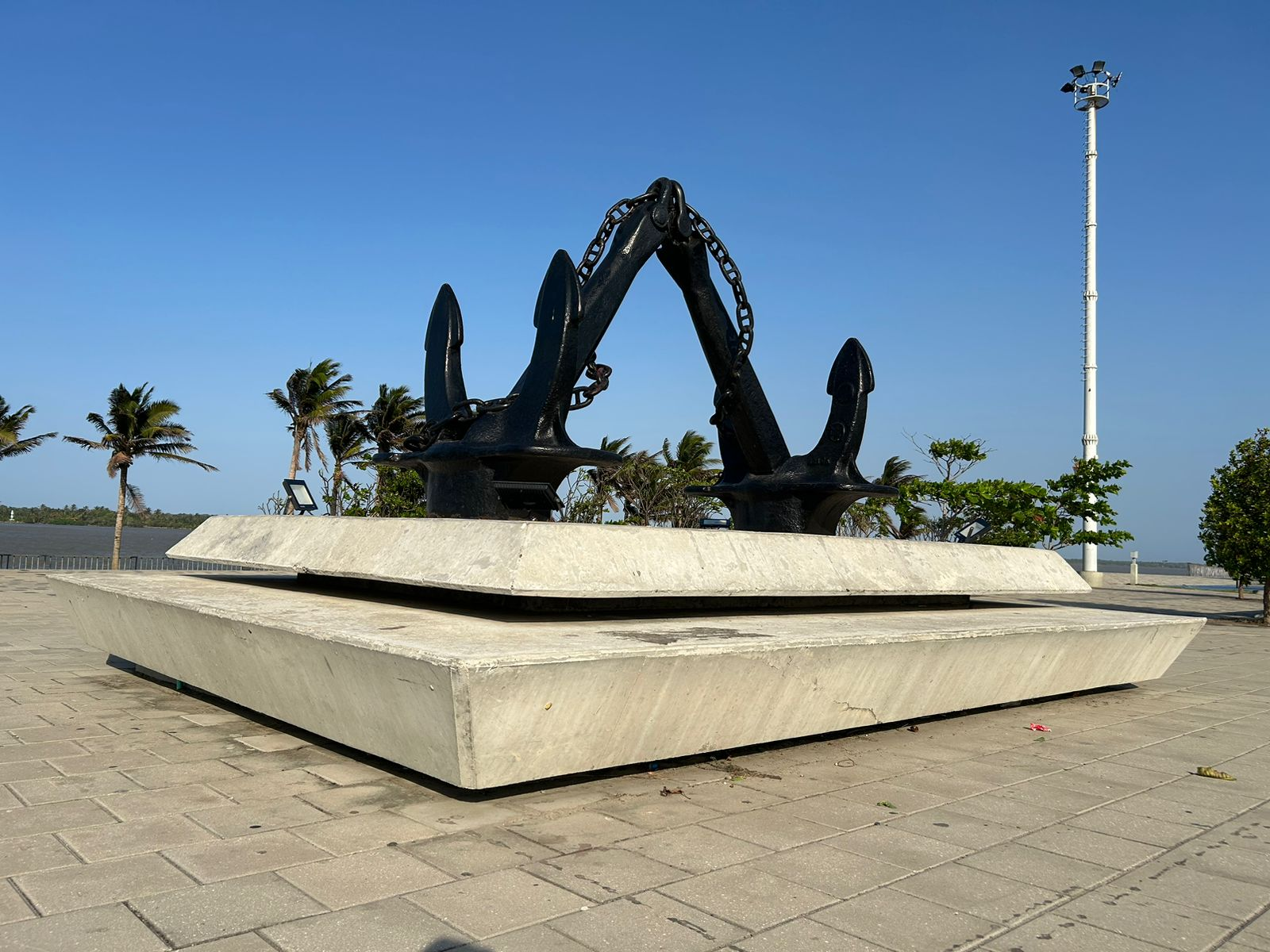
Monumento a los navegantes en la plaza de Los Marinos

## Otras construcciones
El Gran Malecón ha atraído la construcción de varios proyectos residenciales y de oficinas adyacentes a la avenida del Río, entre ellos:
- Torres gemelas Vive Río (inmobiliaria Inciti).[27]
- Malecón 72 (inmobiliaria Inciti).[28]
- Rivatta del Río (Constructora Bolívar).
- Río Living (Constructora Bolívar). Proyecto VIS ubicado a lado del Centro de Convenciones Puerta de Oro, en la Vía 40.[29]

También se está construyendo el Acueducto Regional del Norte, el cual beneficiará a 8 municipios del departamento del Atlántico.